# Albert Boonstra

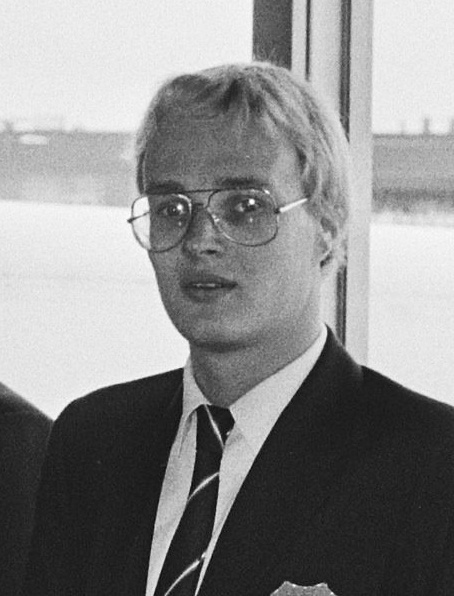
Albert Boonstra in 1980

Albert Boonstra (Nijmegen, 22 mei 1957) is een voormalig topzwemmer op de schoolslag, die in 1980 namens Nederland deelnam aan de Olympische Spelen van Moskou. Daar eindigde de zwemmer van NZC'21 in de series op zijn beide individuele starts; op de 100 meter schoolslag kwam hij tot de vijftiende tijd, op de 200 meter schoolslag eindigde hij als veertiende. 
Met de aflossingsploeg op de 4x100 meter wisselslag drong Boonstra wel door tot de eindstrijd, en daar legde het Nederlandse kwartet beslag op de zevende plaats (3.51,81). Zijn collega's in die race waren Fred Eefting, Cees Jan Winkel en Cees Vervoorn. Boonstra's erelijst vermeldt verder deelname aan de Europese kampioenschappen van 1977 en 1983. In 1991, bij de wereldkampioenschappen langebaan (50 meter) in Perth, was de geboren Nijmegenaar als arts verbonden aan de Nederlandse zwemploeg. 